# Batalla de Borny-Colombey
La batalla de Borny-Colombey  va ser un conflicte menor va tenir lloc el 14 d'agost de 1870, dins del marc de la Guerra francoprussiana. La ruta d'escapament de l'exèrcit francès, comandada per François Bazaine, va quedar bloquejada després de trobar amb el I Exèrcit alemany liderat per von Steinmetz. No obstant això, el resultat de la batalla no va ser decisiu i els francesos van aconseguir fugir a Metz.
Igual que la majoria dels primers enfrontaments de la guerra, Borny no va ser planificada ni buscada per cap dels dos bàndols. Per França, la batalla va tenir conseqüències funestes, ja que van fallar en utilitzar la seva superioritat numèrica per obligar el seu pas i va demorar la retirada de l'exèrcit de Metz per dotze hores. Això va permetre que els prussians tinguessin el temps necessari per portar el seu II Exèrcit a les ordres del príncep Frederic Carles, i assegurà que després dels combats dels dies següents (Mars-la-Tour i Gravelotte) el principal exèrcit francès quedés atrapat a Metz.